# لونافلاي
لونافلاي (هانغل: 루나플라이؛ أسلوبا هكذا LUNAFLY) هي فرقة كورية جنوبية من أربعة أعضاء، تحت إدارة نيغا نتوورك. الأعضاء هم  Yun, Sam, Jin وYub. ومشجعيهم يسمون لوكيز. ظهورهم الرسمي في 27 من سبتمبر 2012، مع أغنية من تأليفهم How Nice Would It Be.

## وصلات خارجية
- لونافلاي على موقع ميوزك برينز (الإنجليزية)

- لونافلاي  على فيسبوك.